# Cryptoscenea ohmi
Cryptoscenea ohmi is een insect uit de familie van de dwerggaasvliegen (Coniopterygidae), die tot de orde netvleugeligen (Neuroptera) behoort. 
De wetenschappelijke naam Cryptoscenea ohmi is voor het eerst geldig gepubliceerd door Sziráki in 1997.